# Мікаель Кінгсбері
Мікаель Кінгсбері (Mikaël Kingsbury; 24 липня 1992) — канадський фристайліст з Сент-Агат-де-Мон, Квебек,  спеціаліст із могулу, олімпійський чемпіон та медаліст. Кінгсбері зараз проживає в Де-Монтань, Квебек, Канада. У сезоні 2009-10 став Новачком року FIS, і виграв дві медалі чемпіонатів світу FIS .
Золоту олімпійську медаль та звання олімпійського чемпіона Кінгсбері виборов у могулі на Олімпіаді 2018 року, що проходила у Пхьончхані. На попередній олімпіаді в Сочі він здобув срібну олімпійську нагороду.

## Кар'єра
У сезоні 2009-10 став новачком року FIS за участь у Кубкові світу з фристайлу в сезоні 2009-10. Свою першу перемогу здобув на третьому етапі Кубка світу з фристайлу сезону 2010-11, через що він став першим 18-літнім, хто виграв на етапі Кубка світу FIS.
Кінгсбері продовжував  сезон успішно і виграв бронзову медаль у змаганнях з могулу на чемпіонаті світу FIS, позаду земляка Александра Білодо і переможця Гільбо Кола. У паралельному могулі Кінгсбері знову програв Білодо, цього разу у фіналі. Він впав в останньому повороті і тим самим завоював лише срібну медаль. Кінгсбері сказав на чемпіонаті світу, що "я ніколи не думав на початку сезону, що я зможу бути двічі на подіумі в Дір-Веллі, найважчій трасі у світі. Алекс, коли я був молодий, був моїм прикладом для слідування, це здорово бути в фіналі проти нього".

## Здобутки

### Чемпіонати світу
| № | Дата       | Місце                                      | Дисципліна        | Медаль | Очки  |
| - | ---------- | ------------------------------------------ | ----------------- | ------ | ----- |
| 1 | 02/02/2011 | Чемпіонат світу з фристайлу 2011 Дір-Веллі | Могул             | Бронза | 25.57 |
| 2 | 05/02/2011 | Чемпіонат світу з фристайлу 2011 Дір-Веллі | Паралельний могул | Срібло | ---   |

### Кубок світу
Дебют: 08/01/2010
| №  | Дата       | Місце            | Дисципліна        | Медаль | Очки  |
| -- | ---------- | ---------------- | ----------------- | ------ | ----- |
| 1  | 11/12/2010 | Рука             | Могул             | Срібло | 24.89 |
| 2  | 21/12/2010 | Бейдаху          | Могул             | Золото | 25.60 |
| 3  | 15/01/2011 | Монт Габріел     | Паралельний могул | Срібло | ---   |
| 4  | 23/01/2011 | Лейк-Плесід      | Могул             | Срібло | 25.59 |
| 5  | 29/01/2011 | Калгарі          | Могул             | Золото | 24.25 |
| 6  | 27/02/2011 | Маріанські Лазні | Паралельний могул | Срібло | ---   |
| 7  | 11/03/2011 | Оре              | Могул             | Бронза | 25.36 |
| 8  | 20/03/2011 | Восс             | Паралельний могул | Срібло | ---   |
| 9  | 10/12/2011 | Рука             | Могул             | Золото | 25.00 |
| 10 | 20/12/2011 | Мерібел          | Паралельний могул | Золото | ---   |
| 11 | 14/01/2012 | Монт Габріел     | Паралельний могул | Золото | ---   |
| 12 | 19/01/2012 | Лейк-Плесід      | Могул             | Золото | 25.32 |
| 13 | 28/01/2012 | Калгарі          | Могул             | Золото | 24.30 |
| 14 | 02/02/2012 | Дір-Веллі        | Могул             | Золото | 25.90 |

Положення в заліках Кубка світу з фристайлу
| Сезон   | Залік могулу  | Загальний залік |
| ------- | ------------- | --------------- |
| 2009-10 | 22 (116 очок) | 64 (12 очок)    |
| 2010-11 | 3 (725 очок)  | 4 (66 очок)     |
| 2011-12 | 1 (1180 очок) | 1 (91 очко)     |

### Кубок Північної Америки
Подіуми на етапах КПА
| № | Дата       | Місце             | Дисципліна        | Медаль | Очки  |
| - | ---------- | ----------------- | ----------------- | ------ | ----- |
| 1 | 10/01/2009 | Кіллінгтон        | Могул             | Бронза | 25.28 |
| 2 | 28/01/2010 | Вайтфейс          | Могул             | Золото | 24.51 |
| 3 | 30/01/2010 | Вайтфейс          | Могул             | Золото | 24.93 |
| 4 | 05/02/2010 | Кіллінгтон        | Могул             | Золото | *     |
| 5 | 06/02/2010 | Кіллінгтон        | Паралельний могул | Бронза | ---   |
| 6 | 28/02/2010 | Апекс             | Паралельний могул | Золото | ---   |
| 7 | 04/03/2010 | Стрімбоат-Спрінгс | Могул             | Золото | 26.02 |

Позиції в заліках КПА
| Сезон   | Залік        |
| ------- | ------------ |
| 2008-09 | 6 (219 очок) |
| 2009-10 | 1 (639 очок) |